# Lecythis confertiflora
Lecythis confertiflora là một loài thực vật có hoa trong họ Lecythidaceae. Loài này được (A.C.Sm.) S.A.Mori mô tả khoa học đầu tiên năm 1987.